# James Root
James Root (ur. 2 października 1971 w Las Vegas w stanie Nevada) – amerykański muzyk, kompozytor i instrumentalista. Sławę zyskał jako gitarzysta grupy muzycznej Slipknot. Root był ponadto członkiem grupy Stone Sour.

## Instrumentarium
Gitary
- Fender Flat Head Telecaster HH Black (3 sztuki)
- Jackson SL1 Soloist Black guitar
- Jackson SL3 Soloist Grey guitar
- PRS Private Stock Black
- Maverick JR-4
- Fender James Root Signature Series Telecaster
- Fender Flat Head Telecaster Black
- Fender H/S/S Strat with EMG pickups-all black
- Fender Custom Telecaster Flame Maple Top HH Black Cherry burst
- Fender Flat Head Telecaster Light Gray finish with one bridge pick up

Wzmacniacze i kolumny głośnikowe
- Rivera Knucklehead Reverb 100 KT88 Tubes (Master Amp)
- Rivera Knucklehead Reverb 100 6L6 Tubes (Slave Amp)
- Rivera 4x12 (Celestion G12T-75 Speakers) x2
- Randall ISOlation Cab
- Mesa/Boogie Dual Rectifier
- Orange Rockerverb 100 & 4 × 12 cab.
- Fender Mini Tone-master amp

Pozostały sprzęt
- Audio-Technica AEW-R5200 Receiver
- Boss AC-3
- Boss NS-2
- Boss DD-3 delay
- Digital Music Corp. Ground Control Pro
- Digital Music Corp. GCX Switcher
- Digitech hyper phase
- Digitech Synth Wah
- Dunlop JH-3S Jimi Hendrix Octave Fuzz
- Dunlop Crybaby Custom Shop DCR-2SR Rackmounted Wah w/ Expression pedal
- Electro-Harmonix nano Small Stone
- Furman AR-15 Voltage Regulator
- Korg DTR-1000 Rackmounted Tuner
- Maxon AF-9 Auto Filter
- Maxon OD-9 Overdrive
- MXR Auto Q Wah
- MXR Carbon Copy
- Voodoo Labs pedal power
- Whirlwind 4 channel multi-selector
- Vox Tonelab
- Electro-Harmonix nano Small Stone
- MXR Phase 100
- Dunlop 535Q wah wah
- Maxon Af-9
- Dunlop Guitar Strings

## Filmografia
- We Sold Our Souls for Rock 'n Roll (2001, film dokumentalny, reżyseria: Penelope Spheeris)[3]